# Andrea Agrusti
Andrea Agrusti (* 30. August 1995 in Sassari) ist ein italienischer Geher.

## Leben
Andrea Agrusti stammt aus Sassari. Durch die Olympischen Sommerspiele 2004 in Athen am Fernseher inspiriert, fing er in der Jugend mit Basketball und der Leichtathletik an, zunächst als Sprinter. Als Jugendlicher stieg er auf das Gehen um und wurde in seiner Heimatstadt zunächst von Marco Sanna und Nello Dessì trainiert. 2014 zog er nach Rom, in den Stadtteil Castel Porziano um, wo er seitdem von Patrizio Parcesepe trainiert wird. Seit 2015 tritt er über 50 km an, die er seit seiner Zeit als Juniorenathlet favorisierte. Agrusti ist Buchhalter und begeisterter Motorradfahrer.

## Sportliche Laufbahn
Agrusti trat 2013 zum ersten Mal bei Italienischen Meisterschaften an und belegte über 5000 Meter bei den U18-Meisterschaften den siebten Platz. Ein Jahr darauf gewann er auf der doppelten Distanz die Silbermedaille bei den Italienischen U18-Meisterschaften. 2013 lief er eine neue Bestzeit über 10.000 Meter und belegte anschließend im Juni bei den U23-Meisterschaften Italiens mit 46:37,43 min den 14. Platz. 2014 gewann er die Goldmedaille bei den Italienischen U20-Meisterschaften und bestritt zudem in 1:31:52 h seinen Wettkampf über die 20-km-Distanz. 2015 belegte er den siebten Platz bei den Italienischen Meisterschaften über 10 km. 2016 steigerte er sich bei den Italienischen Meisterschaften auf eine Zeit von 1:24:33 h über 20 km, womit der Fünfter wurde. Im Oktober belegte er den dritten Platz beim Geher-Wettkampf von Andernach und verbesserte sich über 50 km auf eine zeit von 3:56:17 h. 2017 stellte er im März bei den Italienischen Meisterschaften eine neue 20-km-Bestzeit von 1:24:09 h auf und wurde Siebter. Die gleiche Platzierung erreichte er im Juli bei den U23-Europameisterschaften in Bydgoszcz, wobei er sich nochmals bis auf 1:23:28 h steigerte. 2018 nahm Agrusti bei den Europameisterschaften in Berlin zum ersten Mal an internationalen Meisterschaften bei den Erwachsenen teil und belegte mit einer Zeit von 3:57:03 h den elften Platz. 2019 gewann er mit persönlicher Bestzeit von 1:23:04 h über die 20 km die Silbermedaille bei den Italienischen Meisterschaften. 2021 belegte Agrusti im März bei den Geher-Team-Europameisterschaften Cup im tschechischen Poděbrady den dritten Platz über 50 km und unterbot dabei mit einer Zeit von 3:49:52 h die erforderliche Qualifikationsnorm für die Olympischen Sommerspiele in Tokio. Zudem war er damit entscheidend am Triumph den italienischen Teams bei den Europameisterschaften beteiligt. Anfang August trat er bei den Olympischen Spielen an und belegte bei seinem Debüt den 23. Platz.
2022 trat Agrusti bei den Weltmeisterschaften in Eugene zum ersten Mal über die bei einer WM zu absolvierenden 35-km-Distanz an, wurde im Laufe des Wettkampfes allerdings disqualifiziert. 2023 trat er in Budapest bei den Weltmeisterschaften in Budapest erneut über 35 km an. Er belegte den 15. Platz.

## Wichtige Wettbewerbe
| Jahr                | Veranstaltung             | Ort                 | Platz               | Disziplin           | Zeit                |
| Startet für Italien | Startet für Italien       | Startet für Italien | Startet für Italien | Startet für Italien | Startet für Italien |
| ------------------- | ------------------------- | ------------------- | ------------------- | ------------------- | ------------------- |
| 2017                | U23-Europameisterschaften | Bydgoszcz           | 7.                  | 20 km Gehen         | 1:23:28 h           |
| 2018                | Europameisterschaften     | Berlin              | 11.                 | 50 km Gehen         | 3:57:03 h           |
| 2021                | Olympische Sommerspiele   | Tokio               | 23.                 | 50 km Gehen         | 4:01:10 h           |
| 2022                | Weltmeisterschaften       | Eugene              |                     | 35 km Gehen         | DSQ                 |
| 2023                | Weltmeisterschaften       | Budapest            | 15.                 | 35 km Gehen         | 2:30:32 h           |

## Persönliche Bestleistungen
Freiluft
- 5000-m-Bahngehen: 23:08,90 min, 1. Oktober 2011, Rieti
- 10.000-m-Bahngehn: 40:58,57 min, 16. April 2023, Prato
- 10-km-Gehen: 40:26 min, 18. Oktober 2020, Modena
- 20-km-Gehen: 1:21:35 h, 2. April 2022, Poděbrady
- 35-km-Gehen: 2:30:16 h, 21. Mai 2023, Poděbrady
- 50-km-Gehen: 3:49:52 h, 16. März 2021, Poděbrady

Halle
- 5000-m-Bahngehen: 19:36,34 min, 16. Februar 2019, Ancona